# 普罗斯数
普罗斯数是如下形式的数： 
{\displaystyle P=k\,2^{n}+1}
其中 {\displaystyle k} 是奇数，{\displaystyle n} 是正数，且 {\displaystyle 2^{n}>k}。
既是普罗斯数又是素数的整数，称为普罗斯素数。到2016年为止，已知最大的普罗斯素数是10223 · 231172165 + 1，由Szabolcs Peter发现，有9383761位。 （页面存档备份，存于）

## 例子
最初的几个普罗斯数为：（OEIS數列A080075）
P0 = 21 + 1 = 3
P1 = 22 + 1 = 5
P2 = 23 + 1 = 9
P3 = 3 × 22 + 1 = 13
P4 =  24 + 1 = 17
P5 = 3 × 23 + 1 = 25
P6 = 25 + 1 = 33
最初的几个普罗斯素数为：A080076
3，5，13，17，41，97，113，193，241，257，353, 449, 577, 641, 673, 769, 929, 1153, 1217, 1409, 1601, 2113, 2689, 2753, 3137, 3329, 3457, 4481, 4993, 6529, 7297, 7681, 7937, 9473, 9601, 9857

## 普罗斯定理
普罗斯定理是判断普罗斯数是否为素数的方法。 
如果 {\displaystyle p} 是普罗斯数，那么如果对于某个整数 {\displaystyle a}，有
{\displaystyle a^{\frac {p-1}{2}}\equiv -1{\pmod {p}}\,\!}
则 {\displaystyle p} 是素数。这是一个有实际用途的方法，因为如果 {\displaystyle p} 是素数，任何选定的 {\displaystyle a} 都有百分之50的概率满足这个关系式。